# Janet Asimov
Janet Opal Asimov (née Jeppson; 6 de agosto de 1926 – 25 de fevereiro de 2019), mais conhecida por escrito como J. O. Jeppson, foi uma escritora de ficção científica, psiquiatra e psicanalista estadunidense.
Começou a escrever ficção científica para crianças na década de 1970. Em 1973 casou com Isaac Asimov, com quem viveu até seu marido morrer em 1992, e ambos escreveram colaborativamente diversos livros de ficção científica para jovens leitores, incluindo a série Norby. Morreu em fevereiro de 2019, aos 92 anos de idade.

### Romances
- The Second Experiment (1974) (as J.O. Jeppson)
- The Last Immortal (1980) (a sequel to The Second Experiment) (as J.O. Jeppson)
- Mind Transfer (1988)
- The Package in Hyperspace (1988)[3]
- Murder at the Galactic Writers' Society (1994)
- The House Where Isadora Danced (2009) (as J.O. Jeppson)

### Cronicas Norby (com Isaac Asimov)
- Norby, the Mixed-Up Robot (1983)
- Norby's Other Secret (1984)
- Norby and the Lost Princess (1985)
- Norby and the Invaders (1985)
- Norby and the Queen's Necklace (1986)
- Norby  Finds a Villain (1987)
- Norby Down to Earth (1988)
- Norby and Yobo's Great Adventure (1989)
- Norby and the Oldest Dragon (1990)
- Norby and the Court Jester (1991)
- Norby and the Terrified Taxi (1997) Written alone, after her husband's death.

### Coleções
- The Mysterious Cure, and Other Stories of Pshrinks Anonymous (1985) (as J.O. Jeppson hardcover, as Janet Asimov paperback)[4]
- The Touch: Epidemic of the Millennium. Edited by Patrick Merla. ISBN 0-7434-0715-6. (Janet Asimov contributor)

### Antologias
- Laughing Space: Funny Science Fiction Chuckled Over (1982) with Isaac Asimov

### Não ficção
- How to Enjoy Writing: A Book of Aid and Comfort (1987) with Isaac Asimov
- Frontiers II (1993) with Isaac Asimov
- It's Been a Good Life (2002) edited, with Isaac Asimov
- Notes for a Memoir: On Isaac Asimov, Life, and Writing (as Janet Jeppson Asimov) (New York: Prometheus Books, 2006); ISBN 1-59102-405-6[5]